# 王曦 (1971年)
王曦（1971年1月—），满族，内蒙古呼和浩特人，中国社会科学院研究生院国民经济学专业毕业，在职研究生学历，经济学博士学位，高级会计师。中国共产党党员。中华人民共和国政治人物。现任中共河北省秦皇岛市委员会书记。